# Lestidium atlanticum
Lestidium atlanticum is een straalvinnige vissensoort uit de familie van barracudinas (Paralepididae). De wetenschappelijke naam van de soort is voor het eerst geldig gepubliceerd in 1928 door Borodin.